# Cipszerek
A cipszerek vagy szepességi szászok német ajkú népcsoport. Nevük a német Zips (Szepes) szóból származik, és arra utal, hogy eredetileg a Szepességben (a mai Szlovákia és Lengyelország területén) éltek. Később letelepedési jogot kaptak Máramaros környékén (a mai Románia és Kárpátalja területén) is.

## Történelmük
Legelső csoportjuk a 12. század közepén, a nagy német betelepüléssel érkezett hazánkba. A Szepességben letelepedésük III. Béla uralkodása idején az 1180-as évektől (Késmárkon például 1190-től) bizonyított. Egy tömbben telepedtek le a magyartól és a szlávtól is eltérő, sajátos szokásokkal (egyebek közt jogszokásokkal), aminek eredményeként különállásukat a királyok is elismerték és nekik korlátozott, etnikai alapú autonómiát adtak.
Apránként tételes kiváltságokat kaptak; közjogi és gazdasági helyzetüket először V. István 1271. évi szabadságlevele foglalta össze. Bíróikat (comes) maguk választhatták. Katonai szolgálatra szükség esetén ötven lándzsást tartoztak kiállítani — ennek alapján lélekszámuk ebben az időben néhány ezer főre becsülhető (Kristó).
III. András halála után a trónkövetelők viszályában Kassával együtt először a német ajkú Vencel pártjára álltak — valószínűleg legalább azért, mert tartottak a Károly Róbert fő támaszának számító Aba Amadé nádor tartományúri törekvéseitől. Miután a kassaiak hada 1304-ben vereséget szenvedett Amadé gönci várnagyának csapataitól, a cipszerek és a kassaiak is engedtek a kényszernek, és Károly Róbert hűségére tértek. Amadé halála után, amikor a király Kassa mellé állva háborúba keveredett a nádor örököseivel (özvegyével és fiaival), a szászok Károly mellé álltak, és meghatározó szerepet játszottak a sorsdöntő rozgonyi győzelemben (Kristó).
A győzelem után megerősítette jogaikat Károly Róbert 1317. évi szász privilégiummal, amelynek indoklása szerint a rozgonyi csatában a királyi hoszpeszek férfiasan harcoltak, nem kímélték javaikat és személyüket, nem féltek magukat a királyért a szerencse forgandóságának alávetni és a csatában komoly emberáldozatot hoztak. 1328-ban újabb kiváltságlevelet kaptak Károlytól.
A 14. század elejéig falvakban éltek; településeik közül még a szász privilégium is csak Lőcsét nevezi városnak. Számos családjuk települt be a Szepességtől némileg távolabb eső Kassára; ők folyamatosan szoros kapcsolatot tartottak a Szepességben maradtakkal. Törzsterületük a 14. század elején, a királyi hatalom stabilizálása után kezdett rohamosan városiasodni. Valószínűleg nem függetlenül attól, hogy jelentősen segítették Károly Róbertet az Abák ellen, 1344-ben már 24 településüket ismerték el városnak (Kristó).

## Híres cipszer családok
A tatárjárás előtti időkből mindössze négy adományos birtokost ismerünk.
Közülük két család emelkedett az országos nemesek közé:
- Berzeviczy család (Tarkövi család) — 1209-ben és
- Görgey család (Görgei család) — 1256-ban; tagjai több alkalommal is viselték „a szászok comese” (bírája) címet.

Tarkövi Kakas 1301-ben Aba Amadé alispánja volt, de a család már 1302-ben bizonnyal Károly Róbert közvetlen hívévé vált — valószínűleg nem függetlenül attól, hogy birtokviszályba keveredtek az egyértelműen Amadé-párti Apc nemzetséggel.
A két család viszonya nem volt felhőtlen. 1307-ben egy hatalmaskodási ügy miatti perüket a szászok comese elé vitték, ami azt mutatja, hogy szász kapcsolataikat országos nemesként is megtartották.
A Tarköviek már Károly Róbert korai csatáiban jeleskedtek, így részt vettek Esztergom és Szepes várának megvívásában; a család egy tagja 1312-ben Sáros várának ostrománál, majd a rozgonyi csatában is a király oldalán vitézkedett. Ugyanebben a csatában az Apc nemzetség tagjai az Abák oldalán vettek részt, és ez döntötte el a két család viszályát: a csata után a győztes király az Apc nembeliek vitatott birtokait a Tarkövieknek ítélte (Kristó, 87. old.).

## Kultúrájuk
Összegyűjtött törvényeiket 1370-ben foglalták írásba (Zipser Willkühr).
A legrégibb cipszer nyelvjárásban írt versről Lám Frigyes írt tanulmányt.

## Híres cipszerek
- Görgei Artúr altábornagy, az 1848/49-es szabadságharc legkiemelkedőbb hadvezére — és testvére, Görgey István
- Alauda József
- Hunfalvy Pál jogász, etnológus, nyelvész, országgyűlési képviselő, az MTA tagja, és fivére
- Hunfalvy János földrajztudós, az MTA tagja
- Petzval József mérnök-matematikus, egyetemi tanár és feltaláló — és öccse,
- Petzval Ottó mérnök-matematikus, egyetemi tanár, az MTA tagja
- Gryllus Vilmos
- Gryllus Dániel
- Gryllus Dorka
- Márai Sándor magyar író, költő, újságíró és fivére
- Radványi Géza filmrendező
- Kéri Kálmán vezérkari ezredes, Magyar Királyi Honvédség 2.hadsereg
- Marschalkó János szobrász
- Mauks Donát lőcsei bíró (Mikszáth A fekete város c. regényének filmváltozatában Rajz János alakította)
- Mauks Ilona (Mikszáth Kálmán író felesége)
- Mauks Margit
- Mauks László magyar katonatiszt
- Mauks Ernő író, költő, publicista